# Isleton
Isleton é uma cidade localizada no estado americano da Califórnia, no condado de Sacramento. Foi incorporada em 14 de maio de 1923.

## Geografia
De acordo com o United States Census Bureau, a cidade tem uma área de 1,2 km², onde 1,1 km² estão cobertos por terra e 0,1 km² por água.

### Localidades na vizinhança
O diagrama seguinte representa as localidades num raio de 32 km ao redor de Isleton.

## Demografia
Segundo o censo nacional de 2010, a sua população é de 804 habitantes e sua densidade populacional é de 705,51 hab/km². É a cidade menos populosa do condado de Sacramento e também a que mais reduziu sua população em 10 anos. Possui 425 residências, que resulta em uma densidade de 372,94 residências/km².